# Hatvani Viktor
Hatvani Viktor (Terezín (Terezienstadt), 1902. szeptember 5. - Szendrő, 1969. május 16.) jogász, politikus, a Bódva-völgyi munkástanács elnöke az 1956-os forradalom alatt.

## Ősök, gyermekkor, ifjúság, család
A szigeti Hatvany család Máramarosszigetről származik. Az ősök református kisnemesek, az erdélyi fejedelmek katonái voltak. Dédapja Hatvany József 1848-as főhadnagy volt, aki a szabadságharc leverése után több évig Kufstein várában raboskodott. A család az ő rabsága idején, az 1850-es években költözött Szatmárnémetibe. Hatvany Péter a budapesti „Tanító Képezde” elvégzése után már itt volt városi „óvó bácsi” és a „Társas kör” könyvtárosa. Felesége, a munkácsi származású takácsmester leánya, Bellog Amália volt. Fiukat, Zoltánt (Viktor apját), mint sok hasonlóan nincstelen kisnemesi család sarját, a katonatiszti pályára irányították. A bécsújhelyi Ludovika elvégzése után a Császári és Királyi Hadsereg (k.u.k.) hivatásos tisztje lett, a Teresienstadtban állomásozó 42. gyalogezredben. Az anya a németszármazású Müller Winter Zsófia volt. Viktor itt született 1902. szeptember 5-én. A szülők korai halála után öt éves korától a nagyszülők nevelték. Szatmárnémetiben. Az elemi iskola elvégzése után a Szatmárnémeti Református Főgimnázium tanulója lett Közepes tanuló volt, pedig nagyon jó képességű gyerek volt, a nagyapa feljegyzései szerint. Elmondása szerint már nagyon korán rászokott az olvasásra és sokszor tanulás helyett is a könyveket „falta”. E tekintetben nagy hatással volt rá könyvtáros nagyapja, akihez gyakran bejárt az olvasóköri könyvtárba. A nagyapja 1912-ben bekövetkezett halála után is szorgalmas látogatója volt a könyvtárnak. A könyveken kívül a sport volt az, ami sok idejét elvonta a tankönyvektől. Nagyon sok szabad idejét, - sőt attól többet is – a Szamoson töltötte, nyáron úszott, télen korcsolyázott. Nyaranta diáktársaival kerékpártúráikon ismerkedtek Erdély legszebb tájaival.
A 48-as honvédtiszt dédapjára nagyon büszke volt. Talán ez az érzés munkált benne, amikor 1917. október 6-án, az igazgatói tilalom ellenére megemlékezést szervezett egy 48-as katona sírjánál. Ez alkalommal majdnem kizárták a gimnáziumból. Ettől csak a városi könyvtáros nagyapja tiszteletre méltó emléke mentette meg.
Gimnáziumi tanulmányait azonban nem a tanuláshoz való viszonya miatt fejezte be idő előtt. Életében ekkor első alkalommal, a sorsát keresztező történelmi események sodrába került. A város az első világháború befejezése után még hosszú hónapokig a Székelyföldön toborzott Székely Hadosztály és a román csapatok hadszíntere volt. 1918 őszén a Hadosztály toborzói Szatmárnémetibe is eljöttek. A gimnázium hetedik osztálya egy emberként bevonult és esküt tett a Hadosztály zászlaja előtt:
„Mi, székely katonák, ünnepélyesen esküszünk, hogy a Magyar Köztársasághoz és alkotmányához hűek leszünk, teljes függetlenségét megvédjük, a köztársasági kormánynak és az általa kinevezett minden elöljárónknak és feljebbvalónknak engedelmeskedünk…”
A szinte gyerek katonák hamar átestek a tűzkeresztségen, Alakulatuk súlyos harcokat vívott a román csapatokkal, de a Tanácsköztársaság Vörös Hadseregével is. Többször két tűz közé szorultak. A mátészalkai ütközetben átlőtték a karját, így a további harcokban nem vett részt. 1919 januárjában hadapród őrmesterként szerelt le. A leszerelt szatmárnémeti fiatal katonák nagy többsége félt haza- menni, tartva a kilátásba helyezett internálástól. Sokan inkább a „csonka” magyar honban keresték „emigránsként” új hazájukat. Így lett Viktor is 18 évesen „emigráns” Magyarországon. Néhányszor éjjelenként át-át úszott a Szamoson, hogy az akkor már egyedül élő nagyanyját meglátogassa. Ez egyre veszélyesebb lett (nem csak az ő, hanem a nagymama számára is), ezért vándorbotot fogott és elindult munkát és otthont keresni.

## Honkeresés a „csonka” Magyarországon
„Vándorútja” során, több helyen talált rövid időre szóló „alkalmi” munkát. Végül Nógrád megyében, Somoskőújfalun a Bánya Társaság Rt kötött vele munkaszerződést „csillés” munkakör betöltésére. Két évig dolgozott itt, amikor a Pénzügyőrség toborzói ajánlatára a Baranya megyei Majsra ment, ahol „finánc” lett. Tanulságos évek voltak a fiatalember számára ezek az évek. Nagy hely és „emberismeretre” tett szert tíz év alatt. Különösen megkedvelte a „sváb” nemzetiségű gazdákat.
Idővel különbözeti vizsgákat, majd érettségi vizsgát tett a csurgói Csokonai Gimnáziumban. A sikeres érettségi vizsga után pályát változtatva, községi írnok lett, a Majsi Körjegyzőségen. Életre szóló döntése volt ez a lépés. Itt ismerkedett meg a dobsinai (Szlovákia) származású Liska Kornéliával, akit 1939-ben feleségül vett. És itt „találkozott” először a további életpályáját meghatározó közigazgatással és a hétköznapi politikával is. Megismerkedett ugyanis a Kisgazdapártot szervező Nagy Ferenccel, a későbbi miniszterelnökkel, aki Baranya megyében szervezte akkor a Kisgazdapártot. Szoros elvbaráti kapcsolat jött létre közöttük.

## Közigazgatási pálya és politika
Az állandó tanulás, önképzés életeleme volt. Románul és németül már szatmárnémeti évei alatt megtanult. Baranyában először a szerbet sajátította el, majd az orosz nyelvet. Ez utóbbi nyelvismeret tette lehetővé 1939-ben, hogy sikeresen pályázzon egy, - a visszacsatolt kárpátaljai Alsókaraszlón meghirdetett – körjegyzői állásra. Ezt megelőzően azonban beiratkozott a pécsi Pázmány Péter Jog és Államtudományi Egyetem mezei (levelező) karára. 1939-ben, miután megszületett Zoltán gyermekük, elfoglalta a Kárpátalján elnyert állást. 1941-ben itt született Ildikó nevű gyermekük és itt fejezte be egyetemi tanulmányait.
1944-ben a front elől menekülve a borsod megyei Szendrőbe költöztek felesége rokonaihoz. A front elvonulása után először Szendrőben volt segédjegyző, majd Edelényben járási szolgabíró. Nagy Ferenc megkeresésére hozzá fogott a megyében szervezni a Kisgazdapártot, annak hamarosan a megyei főtitkára és országgyűlési képviselőjelöltje lett. Az 1947-es választások előtt két héttel internálták. A Kommunista Párt, - háta mögött a szovjetekkel, – ekkor már folytatta hírhedt „szalámi politikáját”, amelynek ő is áldozata lett. Internálás, sajtóhadjárat, nyugdíjazás, majd „letartóztatási kísérlet.”

## Emigráció, illegalitás, ÁVH, „Márianosztra először”
A letartóztatás elől Jugoszláviába menekült, azzal a szándékkal, hogy majd Angliában keres menedéket. Nem engedték tovább, négy hónapig, embertelen körülmények között sokadmagával a nagybecskereki lágerben tartották fogva, majd „visszadobták” a határon. Barátok segítségével bujdosott a Dunakanyarban, majd hamis okmányokkal, Szilágyi László néven telepedett le a Velencei tó melletti Agárdon. Itt élt 1952 decemberéig, amikor az ÁVH letartóztatta. Egy „kémper terv” fővádlottjaként kínozták, először a székesfehérvári ÁVH-n, majd az Andrássy út 60-ban. Nyolc hónap alatt nem tudták vallomásra kényszeríteni, így nyolc havi kínzás után tiltott határátlépésért 3 év börtönbüntetésre ítélték, amit a Márianosztrai Országos Börtönben töltött le. Az 1955. novemberi szabadulása után hazatérve a Szendrőben élő családjához, egy évig az Ormosbányai Bányaüzemnél dolgozott raktárosként.

## Az 1956-os forradalmár
1956. október 26-án, amikor a „forradalom lángja” Szendrőbe ért a tüntetők küldöttsége a lakására ment érte, azzal, hogy „meg fogják ölni a kommunistákat”, tessék jönni, beszélni az emberekkel. Ment! Megválasztották községi, majd az Edelényi Járás Munkástanácsának elnökévé. A Járási Munkástanács, - rövid idejű (mindössze nyolc napos) működése,- nem a számonkérésre és a büntetésre irányult, hanem az új, demokratikus Magyarország intézményeinek szervezésére.
A november 4-i szovjet megszállást követően a szovjet harckocsi oszlopok, mögöttük az elmenekült és most visszatérő helyi pártfunkcionáriusokkal, az Edelényi Járásba november 6-án érkeztek. Ellenállás nem volt. Dr. Hatvani Viktort november 24-én tartóztatták le, de az edelényi, az ormosbányai bányászok és a szendrői tsz dolgozók sztrájkkal támogatott követelésére tizenkét nap múlva szabadon bocsátották.

## A megtorlás és „Márianosztra másodszor”
Az Edelényi Járásban a megtorlás 1957 tavaszán kezdődött és olyan szigorú volt, akár a budapesti forradalmárokat sújtó ítéletek. Hatvanit március 4-én tartóztatták le, az Edelényi Járási Munkástanács hat másik vezetőjével egy időben. Első fokon életfogytiglani börtönbüntetésre ítélték, de másodfokon Vida Ferenc - Nagy Imre és társai bírája,- latolgatta esetében a halálbüntetés kiszabását is. Végül életfogytiglani ítélettel tíz évig ült a márianosztrai, majd a sátoraljaújhelyi Országos Börtönben. Szabadulása után két évig dolgozott Ormosbányán gépkezelőként. 67 éves korában meghalt.
A Köztársasági elnök halála után 1956-os emlékéremmel tüntette ki. Edelényben és Galvácson emlékművekkel és október 23-i emléktúrával emlékeznek meg róla.